# كربلاء (المالكية)
كربلاء قرية سورية تتبع ناحية مركز المالكية في منطقة المالكية التابعة لمحافظة الحسكة في أقصى شمال شرق سورية. وتقع على بعد حوالي 16 كم إلى الجنوب الشرقي من مدينة المالكية. وتقع على بعد 4 كم تقريبا إلى الشمال الغربي من نقطة الحدود الثلاثية بين العراق وسورية وتركيا.